# La interpretación del asesinato
La Interpretación del Asesinato, publicado en 2006, es la primera novela de Jed Rubenfeld. El libro está escrito parcialmente en primera persona desde la perspectiva del Dr. Stratham Younger, un psicoanalista americano discípulo de Sigmund Freud. El libro se publicó en España por la editorial Anagrama con traducción a cargo de Jesús Zulaika.

## Resumen
En la mañana después de que Sigmund Freud llegue a Nueva York en su primera y única visita a los Estados Unidos en 1909, el cuerpo de una joven mujer es hallado en un lujoso hotel de apartamentos. La noche siguiente, otra joven heredera, Nora Acton, es atacada en la casa de sus padres y a raíz del trauma pierde el habla y la memoria. El alcalde de Nueva York, amigo de los padres, pide ayuda a Freud y a su joven discípulo Stratham para que ayuden a la señorita Acton a recuperar su memoria, ya que sospechan que ha estado a punto de ser la segunda víctima del mismo asesino sádico. Pero en esta investigación nada es lo que parece, Stratham y Littlemore, un policía novato, deberán viajar a los sitios más oscuros de la ciudad, y de la mente humana para resolver el enigma, mientras Freud y sus colaboradores son acosados por un poderoso grupo de oligarcas que no quieren que sus ideas se propaguen por Estados Unidos.

## Relación con el psicoanálisis
El título del libro es un guiño a la obra de Freud "La interpretación de los sueños".
Parte de la trama cuenta de forma resumida la ruptura profesional entre Freud y Jung. Rubenfeld se pone completamente del lado de Freud, idealizando su figura y caricaturizando la de Jung, llegando a convertirle en uno de los sospechosos.
Sin embargo también usa un diálogo de Jung para criticar el método psicoanalista.

"Veo a través de usted, conozco su juego. Usted hurga en los síntomas de los demás, en cada lapsus linguae, buscando sus puntos débiles, convirtiendo en niño a todo el mundo mientras usted se deleita en la autoridad del padre. (...) no convierte en sus hijos y espera yacente alguna expresión agresiva por nuestra parte, la cual está seguro que en algún momento tendrá lugar, y entonces, se pone en pie de un salto y grita ¡Edipo! o ¡deseo de muerte!, que teoría más desastrosa".

## Personajes reales y ficticios
- Sigmund Freud, reputado psiquiatra.
- Carl Jung, su colega y cofundador del psicoanálisis.
- Abraham Brill, discípulo de Freud.
- Rose Brill, esposa de Abraham.
- Sándor Ferenczi, discípulo húngaro de Freud.
- George B. McClellan, Alcalde de Nueva York.
- Stratham Younger. (ficticio). El protagonista principal.
- Nora Acton (ficticio). Basada en Ida Bauer.
- Señor Harcourt Acton y Señora Acton, los padres de Nora (ficticio).
- George Banwell, rico constructor y pervertido sexual (ficticio).
- Clara Banwell, su mujer (ficticio).
- Jimmy Littlemore, Detective (ficticio).
- Charles Hugel, Coroner, (ficticio) es una especie de policía forense.
- Granville Stanley Sala
- Ernest Jones, discípulo inglés de Freud.
- Smith Ely Jeliffe, Dr., Editor.
- El "Triunvirato":
  - Charles Loomis Dana
  - Bernard Sachs
  - M. Allen Starr
- Elizabeth Riverford (ficticio)
- Señor y Señora Biggs (ficticio), los criados de la familia Acton.
- Betty Longobardi (ficticio), Novia del detective Littlemore.
- Chong Sing, empleado de una lavandería.
- Leon Ling, alias William Leon, criminal de origen chino
- Seamus Malley (ficticio), trabajador del puente.

## Sitios, hitos y edificios
- Puente de Manhattan
- Gramercy Park
- Clark Universidad
- Museo metropolitano
- Waldorf-Astoria (No actual)
- Coney Isla
- El Balmoral Hotel (ficticio)
- Gillender Edificio
- El Club de Jugadores
- Matteawan Hospital estatal para el Criminally Demente